# Plan Maguey II
Plan Maguey II är en ort i Mexiko.   Den ligger i kommunen Xochistlahuaca och delstaten Guerrero, i den sydöstra delen av landet, 300 km söder om huvudstaden Mexico City. Plan Maguey II ligger 284 meter över havet och antalet invånare är 363.
Terrängen runt Plan Maguey II är kuperad. Runt Plan Maguey II är det ganska glesbefolkat, med 50 invånare per kvadratkilometer. Närmaste större samhälle är Xochistlahuaca, 1,8 km norr om Plan Maguey II. Omgivningarna runt Plan Maguey II är en mosaik av jordbruksmark och naturlig växtlighet.